# فاسيل حريتساك
فاسيل حريتساك (14 يناير 1967 -) هو العقيد العام، ورئيس لإدارة الأمن الأوكرانية.

## حياته
ولد فاسيل حريتساك في 14 يناير 1967م في قرية بوشتشا، منطقة ريفنا، أوكرانيا. في
عام 1992م تخرج من معهد تربوي دولي لوتسك نقله باسم ليسيا أوكراينكا. في عامي
1993 و1997م، درس في معهد لتدريب موظفي إدارة الأمن الأوكرانية، وفي عامي
1998 و 2006 - في الأكاديمية الوطنية لادارة الأمن الأوكرانية.

## مسيرته ومناصب
شغل من عام 1991 إلى عام 1999 مناصب مختلفة داخل المكاتب الإقليمية لإدارة الأمن الأوكرانية، في 1999-2005 - المناصب العليا في قسم حماية الدولة الوطنية
لادارة الأمن الأوكرانية ومكافحة الإرهاب. كان فاسيل حريستاك من عام 2005 إلى عام
2006 
- رئيس مكتب إدارة الأمن الأوكرانية في منطقة كييف، في عامي 2006 - 2008 -
- رئيس مكتب إدارة الأمن الأوكرانية في مدينة كييف، في عامي 2008 – 2009 -
- رئيس المكتب الرئيسي لإدارة الأمن الأوكرانية في مدينة كييف ومنطقة كييف.
- شغل من عام 2009 إلى عام 2010 منصب نائب رئيس، و
- النائب الأول للرئيس -
- رئيس مديرية إدارة الأمن الأوكرانية الرئيسية في مكافحة الفساد والجريمة المنظمة.
- في يوليو 2014، أصبح النائب الأول للرئيس -
- رئيس مركز مكافحة الإرهاب تحت إدارة الأمن الأوكرانية. في يونيو 2015 -
- شغل منصب القائم بأعمال رئيس إدارة الأمن الأوكرانية.
- وفي 2 يوليو2015 فقط تم تعيين فاسيل حريتساك رئيس إدارة الأمن الأوكرانية.

## الجوائز
- وسام الاستحقاق (أوكرانيا)، والطبقة 3 (2002)
- وسام الاستحقاق (أوكرانيا)، والطبقة 2 (2007)
- وسام الاستحقاق (أوكرانيا)، والطبقة 1 (2009)
- شهادة الشرف (مجلس وزراء أوكرانيا)